# Marco Nicolini
Marco Nicolini (15 de setembro de 1970) é um escritor e político samarinês e um dos capitães-regentes com Gian Carlo Venturini de 1 de abril a 1 de outubro de 2021. 

## Biografia
Nascido em Piove di Sacco, filho de pai samarinês e mãe italiana, e cresceu em Pádua, Itália. Nicolini formou-se no Instituto Episcopal Barbarigo de Pádua e depois na Faculdade de Línguas e Literaturas Estrangeiras da Universidade de Urbino. 
Trabalhou no sector do turismo residindo em diversos países e em 1999, aos 28 anos, regressou a San Marino, tendo trabalhado numa duas sociedades financeiras e numa instituição bancária. Nicolini aderiu ao Movimento RETE e em 2016 foi eleito membro do Conselho Grande e Geral, onde ocupou o cargo de Presidente da Delegação de São Marinho no Conselho da Europa , em Estrasburgo .
Nicolini publicou um livro de literatura sobre boxe, nos moldes de sua página no Facebook Nicolini Tells About Boxers , que alcançou algum sucesso editorial. Recentemente, pela AIEP Edition, publicou uma antologia de contos intitulada Sottacqua. 
Ele é casado com Rebecca e pai de dois filhos.